# Аффикс в немецком языке
А́ффиксы в неме́цком языке́ — это морфемы, присоединяющиеся к корню (в том числе в случаях, когда аффикс уже имеется; тогда говорят, что аффикс сложный, удвоенный или производный). Немецкие аффиксы служат в качестве словообразовательных средств немецких слов, тем самым расширяя лексический состав языка, образуя богатый словарный запас и делая возможным появление стилистических средств, опирающихся на словообразовательные методы в немецком языке.

## Классификация немецких аффиксов
В зависимости от того, какой классификационный признак положить в основу деления немецких аффиксов, можно выделить следующие основные классификации:
1. Общая классификация рассматривает аффиксы с позиции их положения в слове и базируется на стандартной (общелингвистической) классификации аффиксов, не попадающей в зависимость от языковой семьи и тем более одного конкретного языка. Недостатком такой классификации для структуры немецких аффиксов является то, что она не всегда позволяет описать грамматическое и смысловое значение, придаваемое морфеме.
2. Классификация на основе словообразовательных моделей различает понятия «группа аффиксов» и «модель», тем самым позволяя определить более точные характеристики морфем. Иначе говоря, все аффиксы, исключая частотные компоненты (см. в ст. Словообразование немецкого языка — они определены в отдельную модель), можно разделить на четыре группы (не считая префиксально-суффиксальной) или представить в виде квадратной матрицы (см. далее).

### Стандартная классификация
В стандартной классификации немецких аффиксов принято выделять несколько разновидностей морфем в зависимости от того, на каком месте по отношению к корневому слову она располагается. Такая позиционная классификация, как было сказано выше, не способна рассмотреть семантические особенности морфем, а также плохо соотносится с немецким языком, так как в немецком словообразовании существуют собственные особенности употребления аффикса. Тем не менее, эта общелингвистическая классификация удобна и проста для восприятия, что делает её популярной при рассмотрении структуры немецких словообразовательных средств присоединительного типа.
В стандартную классификацию входят общеизвестные морфемы, справедливые для многих языков:
- Приставка (префикс) — это морфема, предшествующая корню или другой приставке, так или иначе, находящаяся в начальной позиции. Примерами простых слов с приставками могут служить, например, глаголы aufwirbeln, versporten, unterwandern, beifolgen, прилагательные baumfest, knallheiß, makrozyklisch, angenehm, существительные Anhöhe, Oberkörper, Urgesellschaft, Paläoklimatologie. В данном случае видно, что понятие «приставка» не различает грамматических особенностей немецких морфем. Например, в глаголах, где приставка может быть отсоединена от корня и помещена в конец предложения как часть составного сказуемого. Ср., например, в Imperativ глаголов, начинающихся с приставок ab-, an-, aus-, mit-, vor-, zu- и других, сама приставка отделяется и уходит в конец, однако приставки ent-, in-, miss-, ver-, zer- и прочие никогда не отделяются.
- Суффикс (постфикс) — это морфема, стоящая после корня или другого суффикса, так или иначе, расположенная в конечной позиции. В качестве примера слов с суффиксами могут служить глаголы eifersüchteln, drangsalieren, schnarchen, krächzen, прилагательные freundlich, finanzkräftig, sakramental, klangvoll, существительные Aufgabenstellung, Pantoffelheld, Schlagzeug, Nekrolog, наречия bäuchlings, behördlicherseits, meinetwillen, vorwärts. Как и в случае с приставками, выделение всех морфем, стоящих после корня, в категорию суффиксов не позволяет рассмотреть особенности семантики. В ряде случаев суффиксы могут придавать очень абстрактное значение. Например, смысловое значение, придаваемое существительному сложным суффиксом -igkeit словам Lümmelhaftigkeit, Dichtigkeit, Nutzlösigkeit, намного шире, чем значение суффикса существительных -peter в словах Huschelpeter, Angstpeter, Quasselpeter и так далее.
- Циркумфикс — это морфема, которая предшествует корню и приставке одной своей частью и стоит после корня и суффикса — другой, хотя сама не определяет себя как приставка или суффикс. Имея с ними некоторые сходства, немецкий циркумфикс, тем не менее, часто выступает как грамматическая морфема, то есть морфема, которая может влиять на грамматику (морфологию) слова. Примером такого циркумплекса могут служить формы второго причастия слабых глаголов, которые присоединяют ge- в начале и -t в конце. Например, machen — gemacht, aufkleben — aufgeklebt, hinschlachten — hingeschlachtet. В некоторых (достаточно редких) случаях возможно появление неграмматического циркумфикса. Например, в словах bemehlt, besandet, bezopft, bemoost и других, которые являются прилагательными, образованными при помощи приставки be- и суффикса глаголов второго причастия -t.

### Классификация с опорой на словообразовательное моделирование
Словообразовательные модели являются более простым способом классифицировать морфемы, принимая во внимание несколько признаков: не только положение в слове, но и семантические особенности, лексикографическую целесообразность, частотность и многое другое (ср. также у М. Д. Степановой — моделей немецкого словообразования больше восьми, однако именно данный перечень позволяет логично выстроить все словообразовательные элементы).

### Префиксальная модель
Префиксальная модель — это модель, предполагающая префиксацию, то есть присоединение приставки перед производящей основой (как в словах Geochemie, entseelt, verfliegen). В данном случае следует отличать префикс от полупрефикса: в обычной классификации, которая ориентируется на положение в слове, приставка — общее понятие, которое объединяет и префиксы, и полупрефиксы. Однако же этимологически последние имеют совсем иную природу. Префиксы отличает то, что они являются безударными и неотделяемыми от слова. Безударность означает, что словесное ударение падает на корень или суффикс (или полусуффикс). Неотделяемость — это способность префикса глагола не отделяться от корня в некоторых синтаксических конструкциях.

### Суффиксальная модель
Суффиксальная модель предполагает присоединение суффикса (в словах kapriziös, Diabetiker (в данном случае имеет место сложный расширенный суффикс, состоящий из двух простых), Monarch). Как и в случае с префиксами, суффиксы следует отличать от схожего с ним полусуффикса. Последний подводит слово под более узкую семантическую категорию. Как правило, суффиксы и полусуффиксы способны указывать на грамматический род существительного: например, суффикс -heit является суффиксом существительных женского рода, а значит слова Zurückgezogenheit, Dummheit, Dunkelheit, Menschheit, Berühmtheit и т. д. являются существительными только женского рода; суффикс -path аналогично придаёт существительному мужской род (Homöopath, Telepath, Neuropath).

### Модели с полуаффиксами
Понятие полуаффикса весьма спорно. Полуаффикс является элементом, выполняющим словообразовательную функцию, но не утратившим ни формальной, ни семантической связи с самостоятельными лексемами. Это связано с тем, что изначально морфемы были самостоятельными словами. Сегодня же в немецком языке существуют такие морфемы, которые занимают промежуточное состояние между морфемой и лексемой. Они формально совпадают с основой или, что реже, со словоформой, а также имеют этимологическую связь со словом.

#### Модель основ с полупрефиксами
Полупрефикс — это морфема, соотносимая с аффиксом по положению в слове, однако имеющая собственные особенности функционирования. Примеры полупрефиксов: allzufrüh, Hauptgedanke, anschleppen. Многие полупрефиксы, а именно ab-, vor-, neben- у имён, ab-, an-, auf-, aus-, bei-, ein-, mit-, nach-, vor-, zu-, hinter-, über-, um-, unter-, wider- у глаголов соответствуют предлогам, то есть служебным словам, что по функции роднит их с морфемами. Последние пять полупрефиксов могут быть неотделяемыми и безударными: у глаголов с полупрефиксом um- типа umreiten, umbauen, umslupen, umhängen, umsteigen и др. полупрефикс отделяется от основы, например, в императиве, в то же время у глаголов umringen, umjauchzen, umwehen, umdrängen, umfluten он не отделяется. Также важно то, что ударение в первой группе глаголов падает на первый слог, то есть полупрефикс, а во второй — на корень. Во многих случаях полупрефиксы способны влиять на семантику слова, что позволяет группировать их по семантическому признаку: признак усиления присущ полупрефиксам kreuz-, höchst-, allzu-, blitz-; негативное значение часто придаётся морфемами mist-, sau-, laus-, teufels-; и т. д. М. Д. Степанова «Лексикология современного немецкого языка, с.79»

#### Модель основ с полусуффиксами
Полусуффиксы имеются только у именных частей речи и наречий. Полусуффиксы существительных характеризуются своим семантическим разнообразием (-mann, -werk, -sucht, -bild, -lust, -seele). У прилагательных наоборот более узкая семантическая категория (-los, -tüchtig, -voll, -gemäß). Полусуффиксы наречий часто выражают направление или различные причинно-модальные отношения (-dings, -weg, -willen, -halber).

### Префиксально-суффиксальная модель
Когда говорят о префиксально-суффиксальной модели, подразумевают лексические единицы, имеющие и префикс и суффикс одновременно. В этом отношении модель близка к циркумфиксу. Примеры применения данной модели относительно редки: обычно это существительные, окаймлённые формой ge- -t, а также прилагательные, окаймлённые be- -t, ge- -t, zer- -t.

### Матрица аффиксальных моделей
Все модели, которые были представлены выше для наглядности можно представить в виде матрицы, которая рассматривает немецкий аффикс с позиции их местонахождения в слове и исходя из семантико-лексикологических свойств, то есть по признаку «аффикс — полуаффикс» (см. Михаленко А. О. Немецкое словообразование). В качестве периферийной модели, которая часто не включается в матрицу, но имеет к ней непосредственное отношение, выделяют префиксально-суффиксальную модель (см. там же).

### Лексикографические источники
- Der Große Duden. Bd. 7. Etymologie. — Mannheim: Bibliogr. Inst., 1963. — 816 с.
- Der Große Duden. Bd. 8. Sinn- und sachverwandte Wörter und Wendungen. — Mannheim: Bibliogr. Inst., 1972. — 800 с.
- Der Große Duden. Bd. 10. Bedeutungswörterbuch. — Mannheim: Bibliogr. Inst., 1970. — 815 с.

### Научные работы
- Степанова М. Д., Чернышева И. И. Лексикология современного немецкого языка. — М.: Изд-во лит. на иностр. яз., 1953. — 376 с.
- Fleischer W. Wortbildung der deutschen Gegenwartssprache. — Leipzig: VEB Bibliogr. Inst., 1974. — 361 с.
- Naumann B. Wortbildung in der deutschen Gegenwartssprache. — Tübungen, 1972. — 106 с.
- Schmidt W. Deutsche Sprachkunde. — Berlin: Verlag Volk und Wissen, 1968. — 356 с.
- Wellmann H. Deutsche Wortbildung. Typen und Tendenzen in der Gegenwartssprache. — Düsseldorf: Pädagogischer Verlag Schwann, 1975. — 500 с.